# Ford Modell A (1903)
Der Ford Modell A war der erste Wagen, den die Ford Motor Company in den USA produzierte.
Das Auto wurde in gemieteten Räumlichkeiten an der Mack Avenue in Detroit hergestellt. Zu Beginn standen Modellnamen wie „Daisy“ (einer der Aktionäre war der Hersteller eines gleichnamigen Luftgewehrs) und „Fordmobile“ im Raum; letzterer wurde tatsächlich für kurze Zeit verwendet, ehe sich „Modell A“ durchsetzte. Es war das erste Automobil, das von der am 16. Juni 1903 neu gegründeten Ford Motor Company im Jahr 1903 produziert wurde. Der Zahnarzt Ernst Pfenning aus Chicago, Illinois, wurde am 23. Juli 1903 der erste Besitzer eines Modells A. 1750 Autos von Modell A und seinem Nachfolger AC wurden von 1903 bis 1905 gebaut.
Der Wagen wurde als zweisitziger Runabout oder viersitziges Tonneau-Modell angeboten, wahlweise mit Verdeck, aber stets in der Farbe Rot. Der Tonneau-Aufbau mit Tür im Heck war abnehmbar. Der 2-Zylinder-Boxermotor war mittig im Fahrzeug untergebracht und erzeugte 6 Kilowatt (8 PS). Über ein 3-Gang-Planetengetriebe wurden die Hinterräder angetrieben, wie später auch im Modell T. Das Auto wog 562 Kilogramm und hatte eine Höchstgeschwindigkeit von 72 km/h. Der Radstand war 72 Zoll (1,8 Meter). Es kostete 750 $ und konnte für 100 $ mit einem hinteren Sitz und einem Verdeck aus Gummi für 30 $ oder Leder für 50 $ ausgestattet werden. Das Model A litt, wie alle Autos der Zeit, unter Problemen wie Überhitzung des Motors und Durchrutschen des Antriebs.
Für die Entwicklung hatte Ford fast sein gesamtes Ausgangs-Investitionskapital in Höhe von 28.000 $ ausgegeben. Auf dem Bankkonto waren nur 223,65 $ verblieben, als das erste Modell A verkauft wurde. Der Erfolg dieses Automodells brachte der Ford Motor Company Profit, Henry Fords erstem erfolgreichen Unternehmen.